# 物集女車塚古墳
物集女車塚古墳（もずめくるまづかこふん）は、京都府向日市物集女町南条にある古墳。形状は前方後円墳。乙訓古墳群を構成する古墳の1つ。国の史跡に指定され（史跡「乙訓古墳群」のうち）、出土品は京都府指定有形文化財に指定されている。

## 概要
| 期 | 古墳名           | 形状       | 規模        | 埋葬施設                   |
| -- | ---------------- | ---------- | ----------- | -------------------------- |
| 1  | 五塚原古墳       | 前方後円墳 | 墳丘長91m   |                            |
| 1  | 元稲荷古墳       | 前方後方墳 | 墳丘長94m   | 竪穴式石槨                 |
| 2  | 寺戸大塚古墳     | 前方後円墳 | 墳丘長98m   | 竪穴式石槨2                |
| 3  | 長法寺南原古墳   | 前方後方墳 | 墳丘長60m   | 竪穴式石槨 石棺系小石室    |
| 4  | 天皇の杜古墳     | 前方後円墳 | 墳丘長83m   |                            |
| 4  | 鳥居前古墳       | 前方後円墳 | 墳丘長51m   | 竪穴式石槨                 |
| 5  | 恵解山古墳       | 前方後円墳 | 墳丘長128m  | 竪穴式石槨? 副葬品埋納施設 |
| 7  | 南条古墳         | 円墳       | 直径23.5m   |                            |
| 9  | 芝古墳           | 前方後円墳 | 墳丘長32.7m |                            |
| 9  | 井ノ内車塚古墳   | 前方後円墳 | 墳丘長37m   |                            |
| 9  | 物集女車塚古墳   | 前方後円墳 | 墳丘長48m   | 横穴式石室                 |
| 9  | 井ノ内稲荷塚古墳 | 前方後円墳 | 墳丘長46m   | 横穴式石室 木棺直葬        |
| 11 | 今里大塚古墳     | 円墳       | 直径45m     | 横穴式石室                 |

京都盆地南西縁、向日丘陵北東部の緩傾斜面上（標高21メートル）に築造された古墳である。かつて淳和天皇の霊柩車を埋納したとする伝承があり、「車塚」の古墳名はこれに由来する。現在は東側に府道67号西京高槻線（物集女街道）が通り、その敷設の際に前方部の一部が削平されているほか、1983年（昭和58年）以降に発掘調査が実施されている。
墳形は前方後円形で、前方部を北東方向に向ける。墳丘は2段築成。墳丘外表では円筒埴輪列のほか、葺石が認められる。墳丘南側くびれ部には造出を付す。また墳丘周囲には周溝が巡らされる。埋葬施設は後円部における片袖式の横穴式石室で、南南東方向に開口する。石室全長11メートルを測る大型石室であり、ヤマト王権下で規格化された「畿内型」石室の特徴を呈する。石室内には組合式家形石棺が据えられ、石棺内外からは広帯式冠・耳環・鈴などの装身具類、鹿角製捩環頭大刀・銀製刀装具・大刀・鉄鉾などの武器類、馬具類、須恵器などの多量の副葬品が検出されている。
築造時期は、古墳時代後期の6世紀中葉頃（TK10新相型式期）と推定され、7世紀初頭頃まで（TK43古相型式期・TK209型式期）3人の追葬が推測される。乙訓地域を代表する盟主的首長墓として位置づけられ、規格化された畿内型石室を採用するとともに、質・量とも優れた副葬品を有する点で特筆される古墳になる。当時のヤマト王権は継体大王の時代であり、市尾墓山古墳・東乗鞍古墳などの大臣・大連級古墳の次階層の武人的性格の人物の墓と想定され、継体王権における政治階層の墓制秩序の実態を知るうえで注目されるほか、継体大王が置いたとされる弟国宮との関連性が指摘される。
古墳域は2016年（平成28年）3月1日に国の史跡に指定され（史跡「乙訓古墳群」のうち）、出土品は2018年（平成30年）に京都府指定有形文化財に指定された。現在では史跡整備のうえで公開されているが、石室内への立ち入りは制限され、毎年春にのみ一般公開されている。

## 遺跡歴
- 江戸時代、『山州名跡志』・『山陵志』に淳和天皇の車の埋納塚として記述[3]。
- 1926年（昭和元年）、道路敷設（現在の府道67号西京高槻線）に伴う前方部の一部削平。
- 1931年（昭和6年）、墳丘測量調査：第1次調査（梅原末治）[1]。
- 昭和50年頃には、前方部の崩壊が約半分まで進行[1]。
- 1983年（昭和58年）以降、発掘調査（向日市教育委員会）。
  - 第2次調査：墳丘確認調査。
  - 第3次調査：石室内部調査、墳丘くびれ部補足調査。
  - 第4次調査：墳形・造出確認調査。
  - 第5次調査：石室羨道部の解体調査。
- 1984年（昭和59年）４月14日、京都府指定史跡に指定。
- 1992-1994年度（平成4-6年度）、史跡整備。
- 2016年（平成28年）3月1日、国の史跡に指定（史跡「乙訓古墳群」のうち）[2]。
- 2018年（平成30年）3月23日、出土品が京都府指定有形文化財に指定。

## 墳丘
古墳の規模は次の通り。

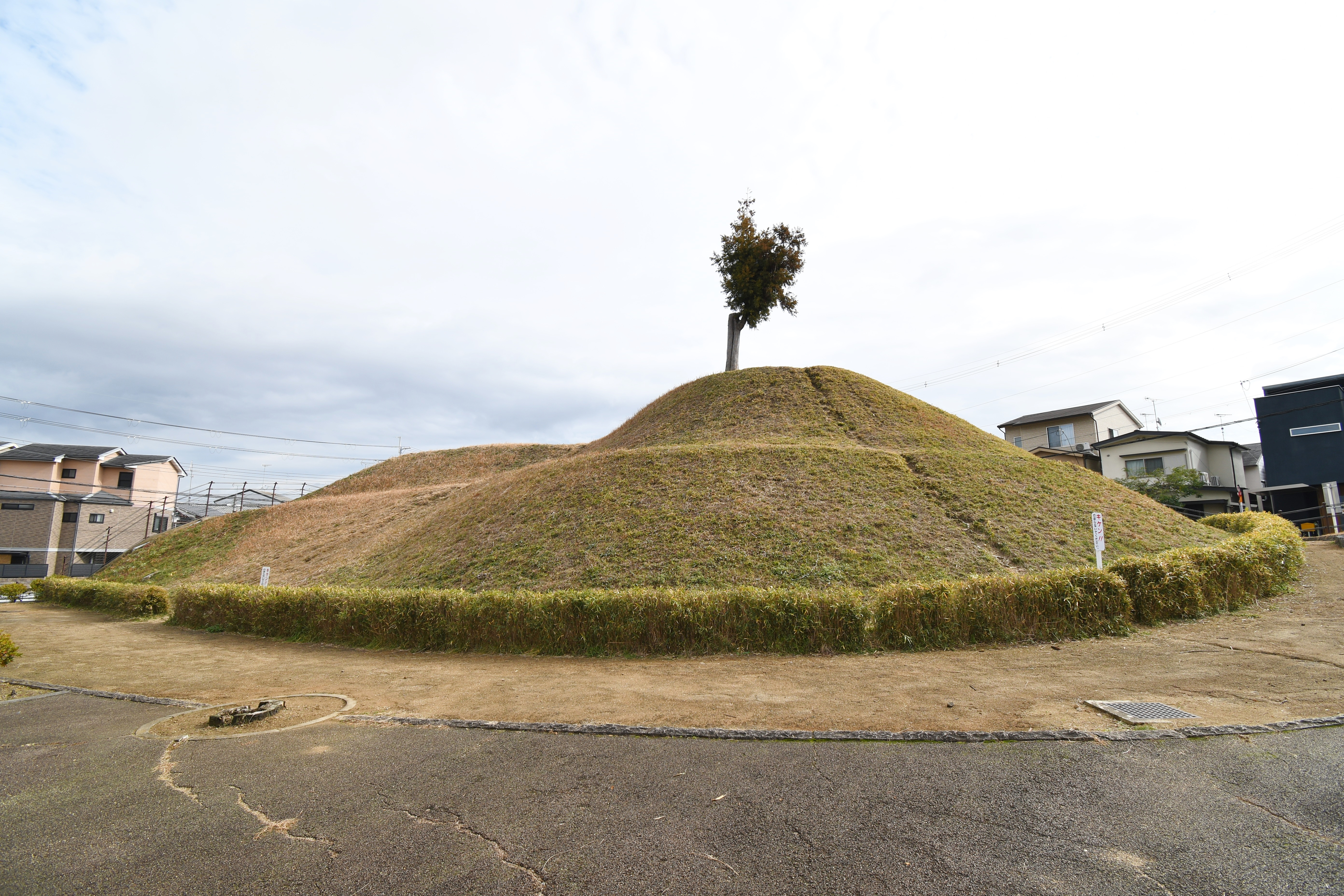
墳丘右に後円部、左奥に前方部。

- 墳丘長：46メートル（資料によっては48メートル[5]）
- 後円部 - 2段築成。
  - 直径：24-32メートル
  - 高さ：9メートル
- 前方部 - 2段築成。
  - 長さ：18-23メートル
  - 幅：39メートル
  - 高さ：8メートル

墳丘は左右非対称の前方後円形で、北側では前方部が直線的で前面が大きく開くが、南側では緩くくびれて側面に造出を付す。葺石は後円部・くびれ部の墳丘上段裾部にのみ、鉢巻状に施される。埴輪列は、墳丘平坦面のくびれ部付近・墳頂部、南側造出上にのみ配列されたと見られる。墳丘周囲には周溝が巡る可能性が高く、北側には外堤状施設が存在した可能性がある。

## 埋葬施設

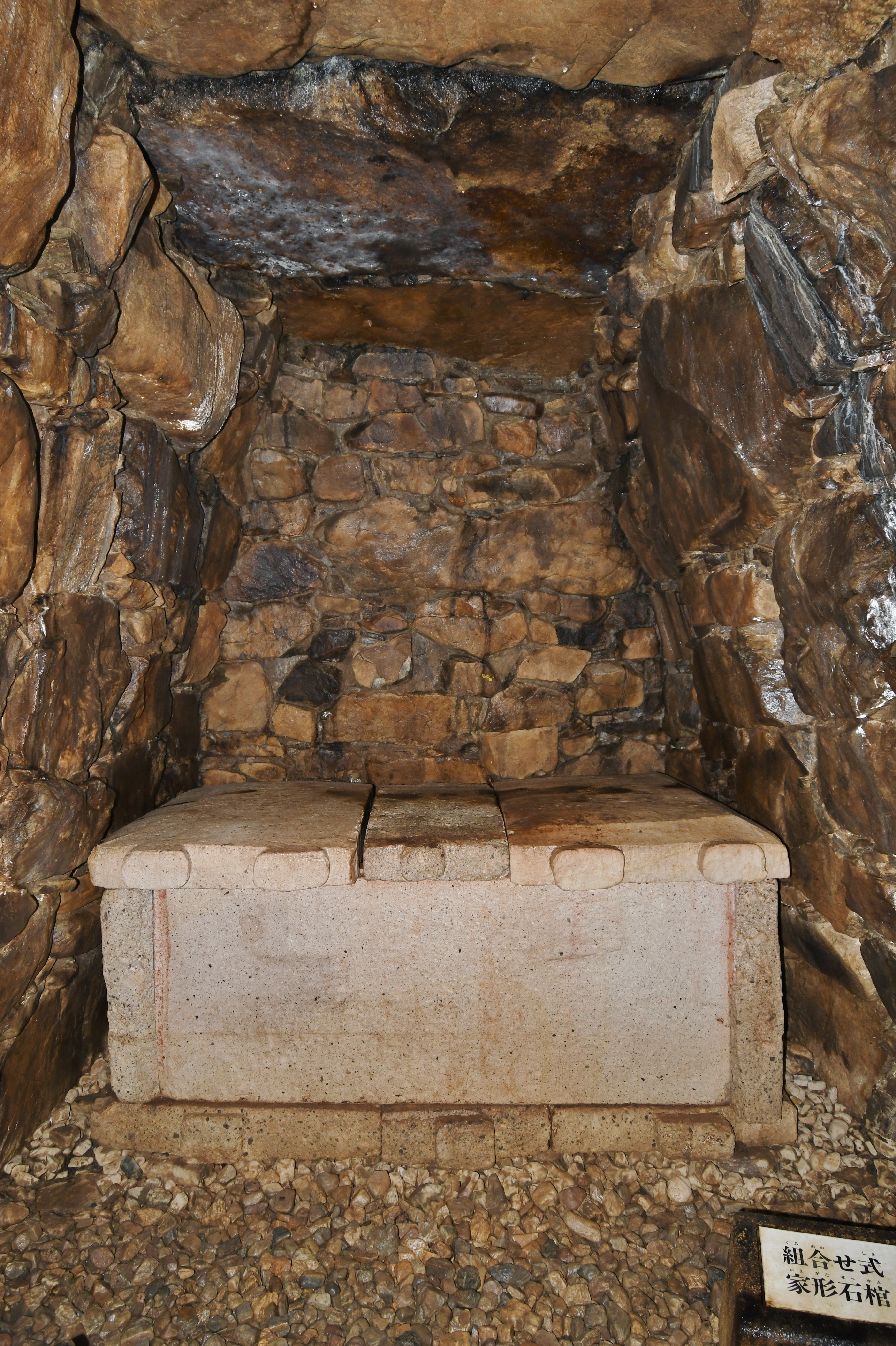
石室 玄室

埋葬施設としては、後円部において片袖式横穴式石室が構築されており、南南東方向に開口する。石室の規模は次の通り。
- 石室全長：約11メートル
- 玄室：長さ5.1メートル、幅2.6メートル、高さ3.0メートル
- 羨道：長さ5.8メートル、幅1.2-1.5メートル、高さ1.7メートル

玄室では、側壁は5段積み、前壁は3段積みで、天井石は4枚。袖部は2段積みである。羨道部の作業単位は、墳丘構築時の第一次墳丘と一致しており、墳丘・石室が連動して構築された様子が示唆される。石室の床面には排水溝が構築される。閉塞は前庭部埋土・閉塞石・集積遺構からなり、完存していたため3回の追葬が確認されている。
石室内の玄室奥には、凝灰岩製組合式家形石棺が据えられる。石棺は石室主軸に直交し、内法で長辺1.86メートル・短辺0.88メートル・高さ0.74メートルを測る。底石3枚・長側石2枚・短側石2枚・蓋石3枚からなり、長側石以外の各石材の側面には縄掛突起を付す。また石棺の内外面には赤色顔料が施される。この石棺の蓋石上には、凝灰岩7石を組合せた棚状構造物が存在したと見られるほか、玄室床面からは石棺内のものと見られる石枕が出土している。
現在は、石室のうち羨道部は解体復元されている。

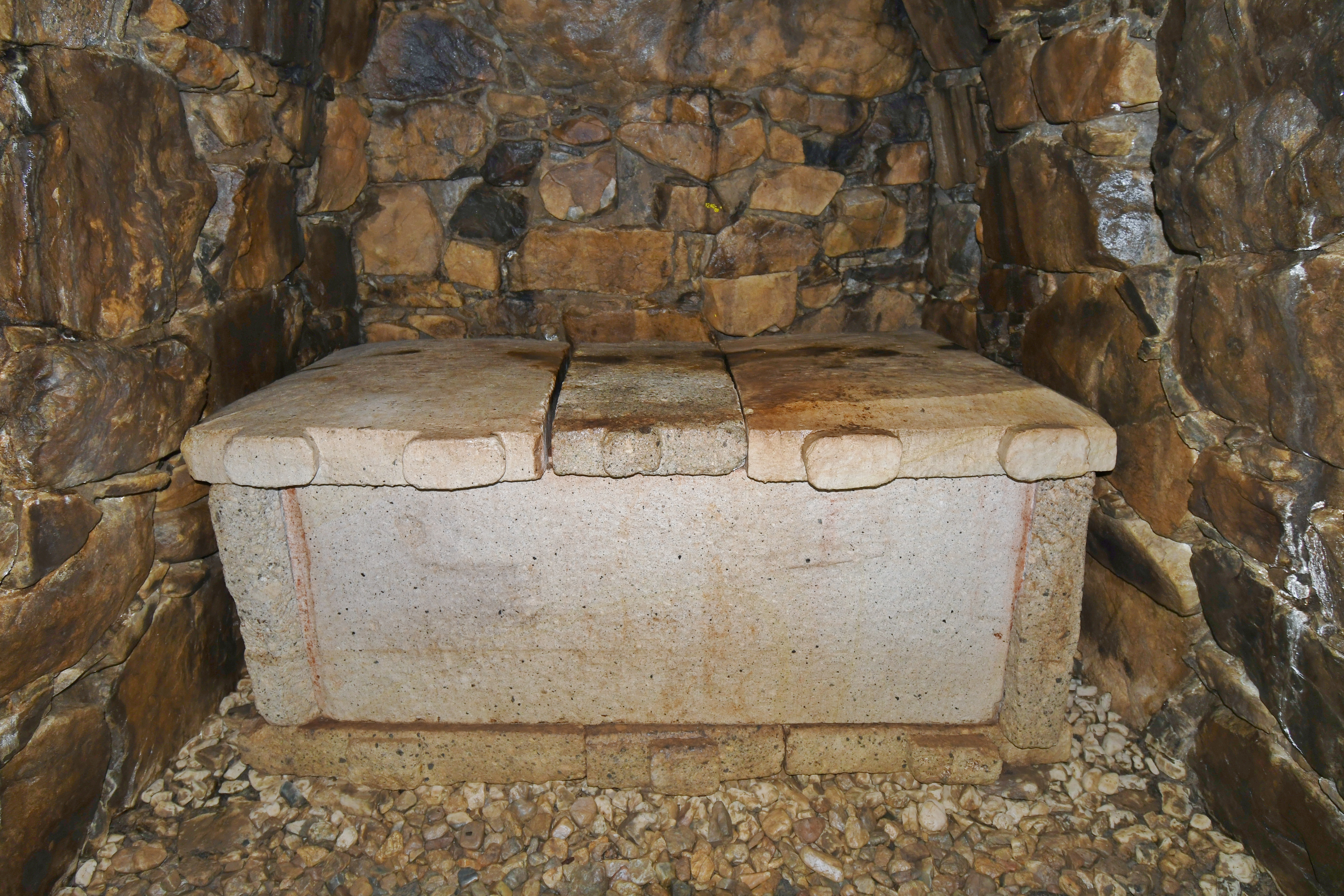
玄室の組合式家形石棺
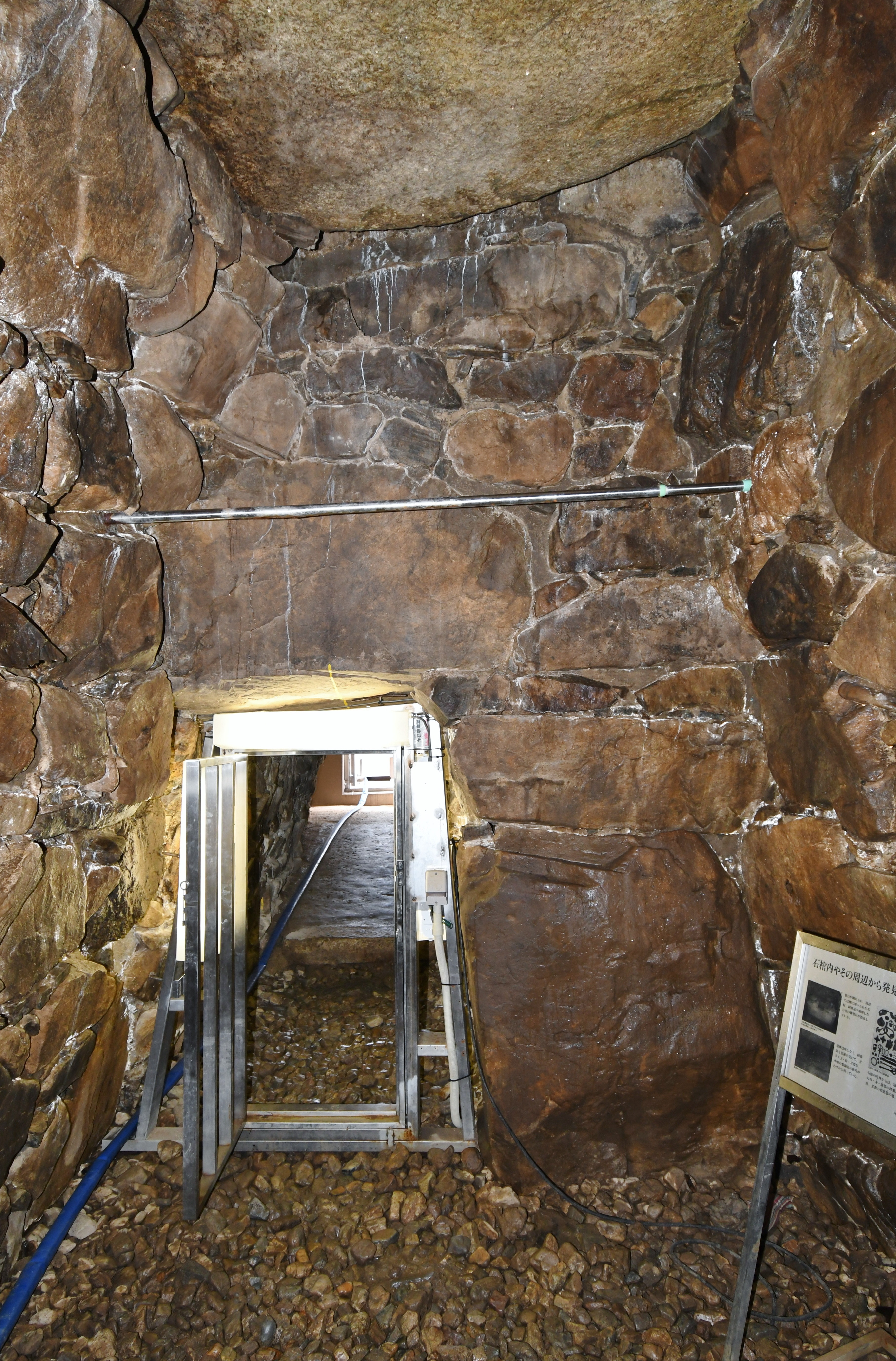
玄室（開口部方向）
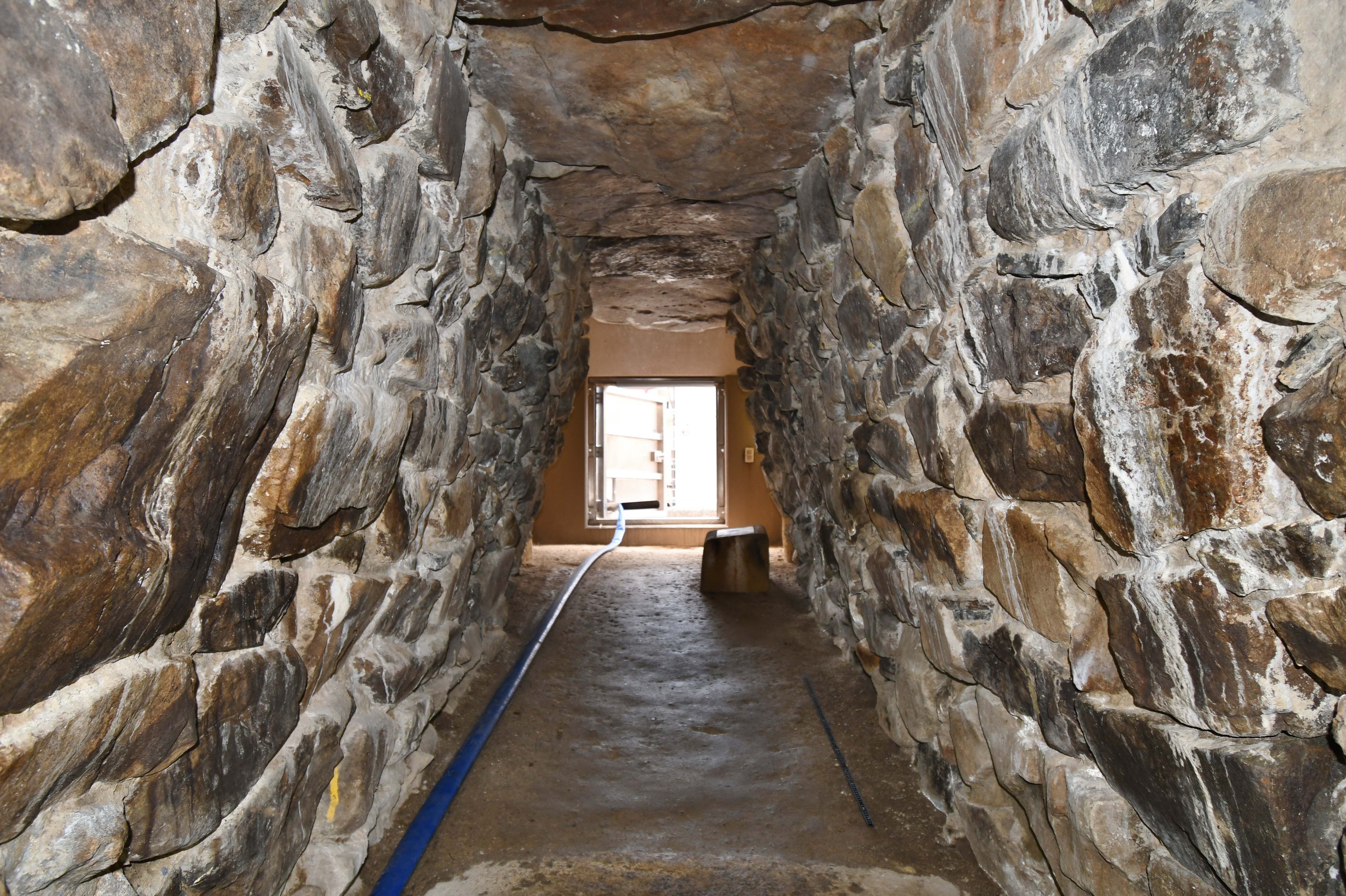
羨道（開口部方向）
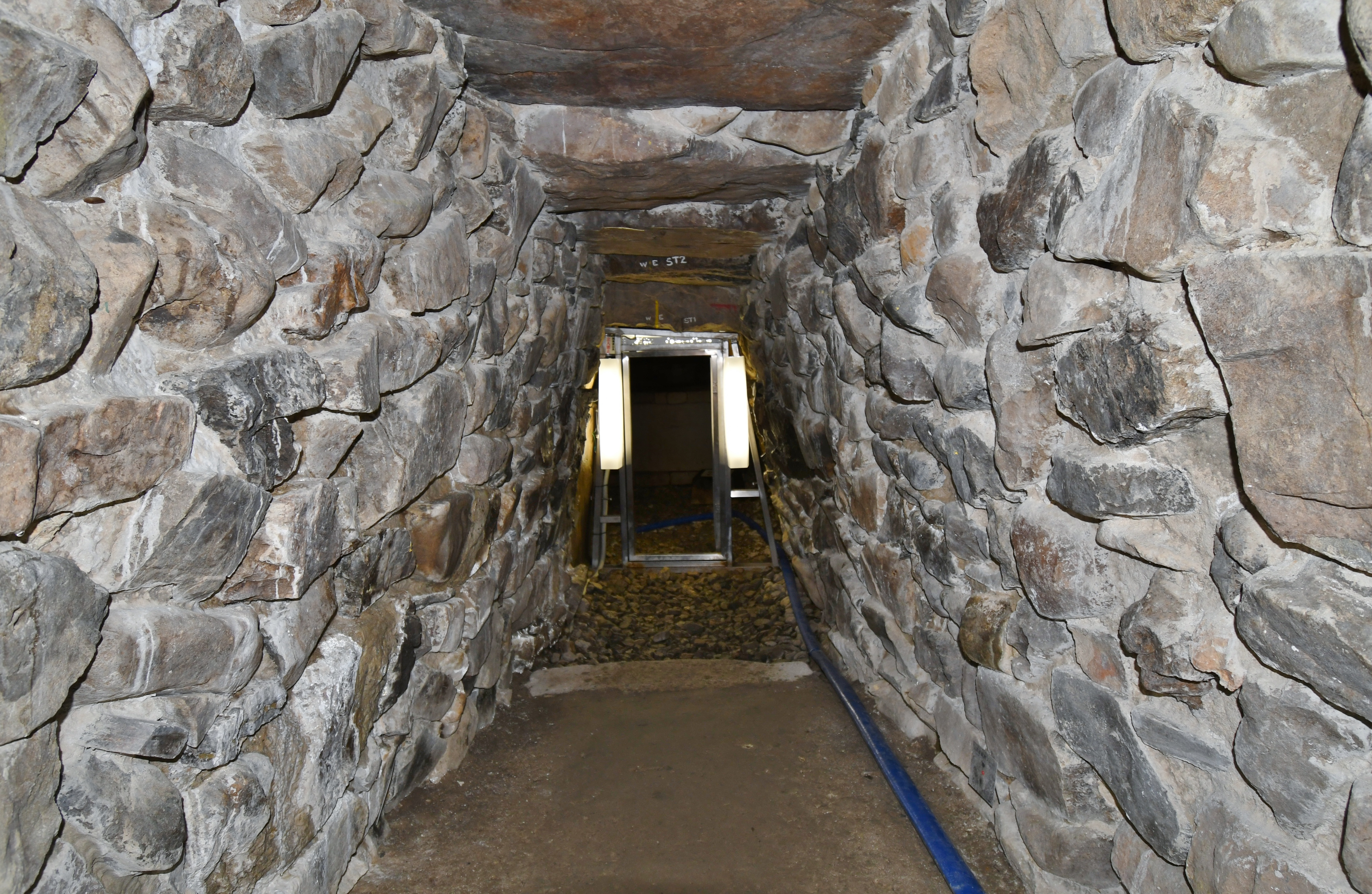
羨道（玄室方向）
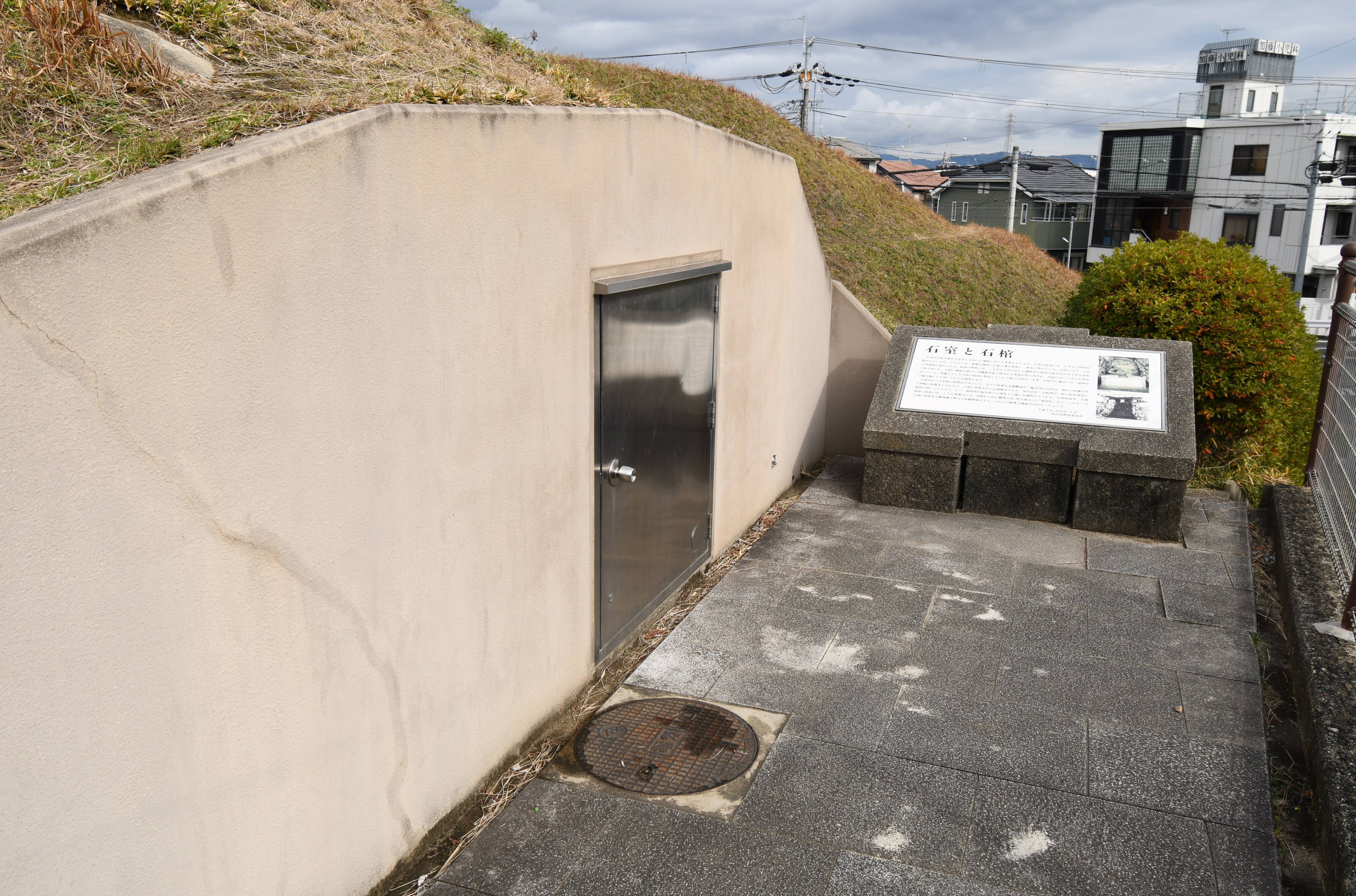
石室入り口
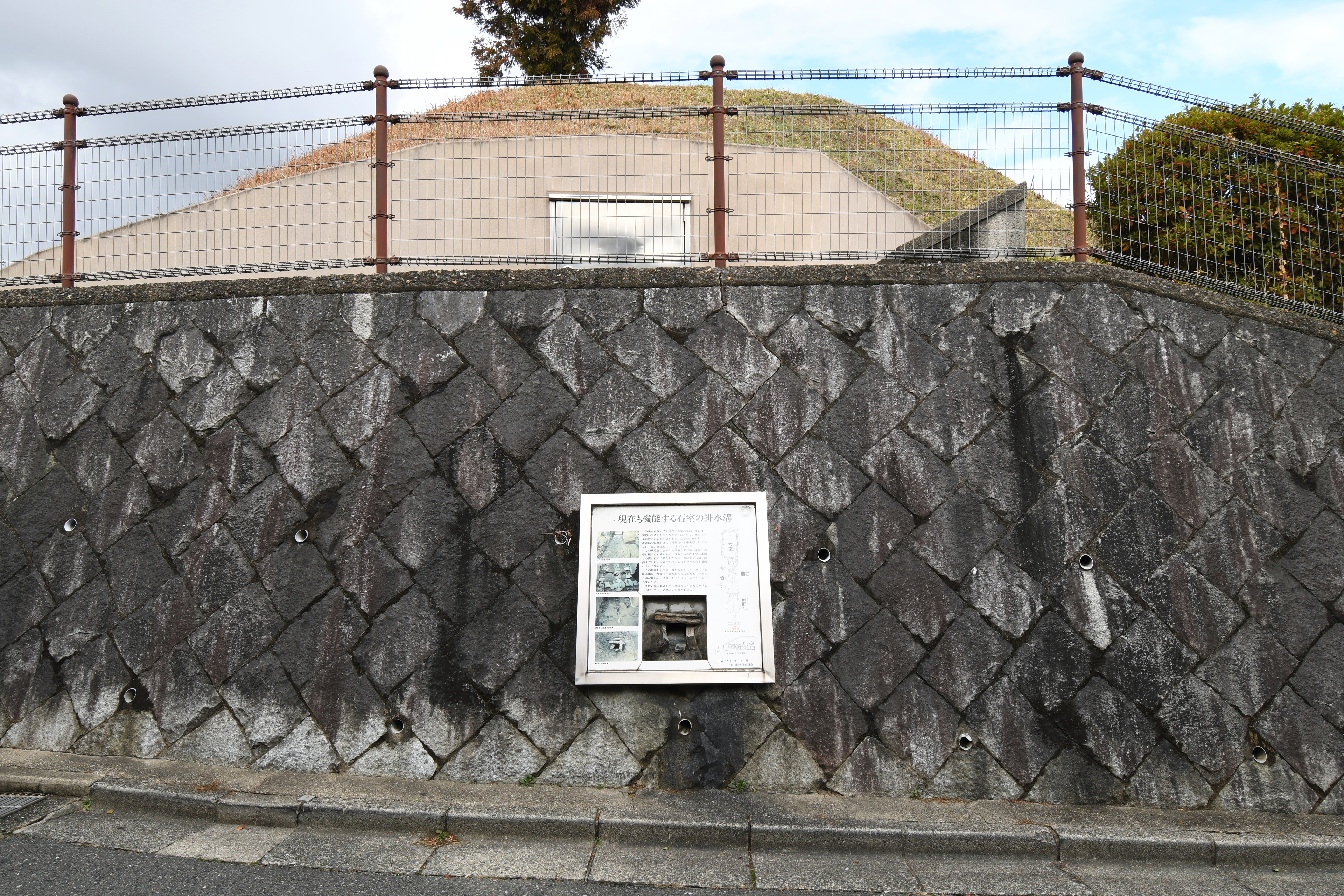
石室排水溝（上に石室入り口）

## 出土品

### 石室出土

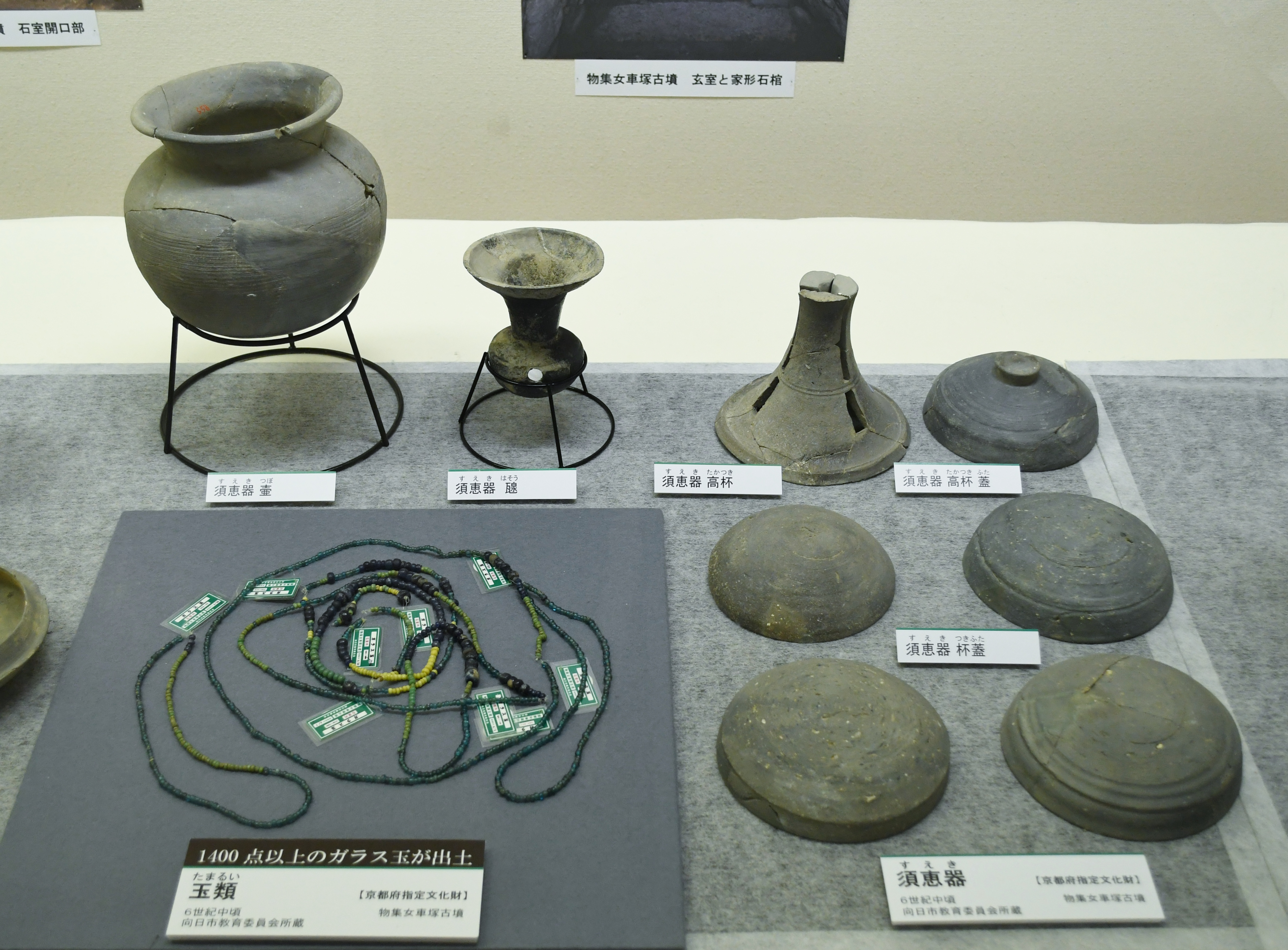
玉類・須恵器野洲市歴史民俗博物館企画展示時に撮影。

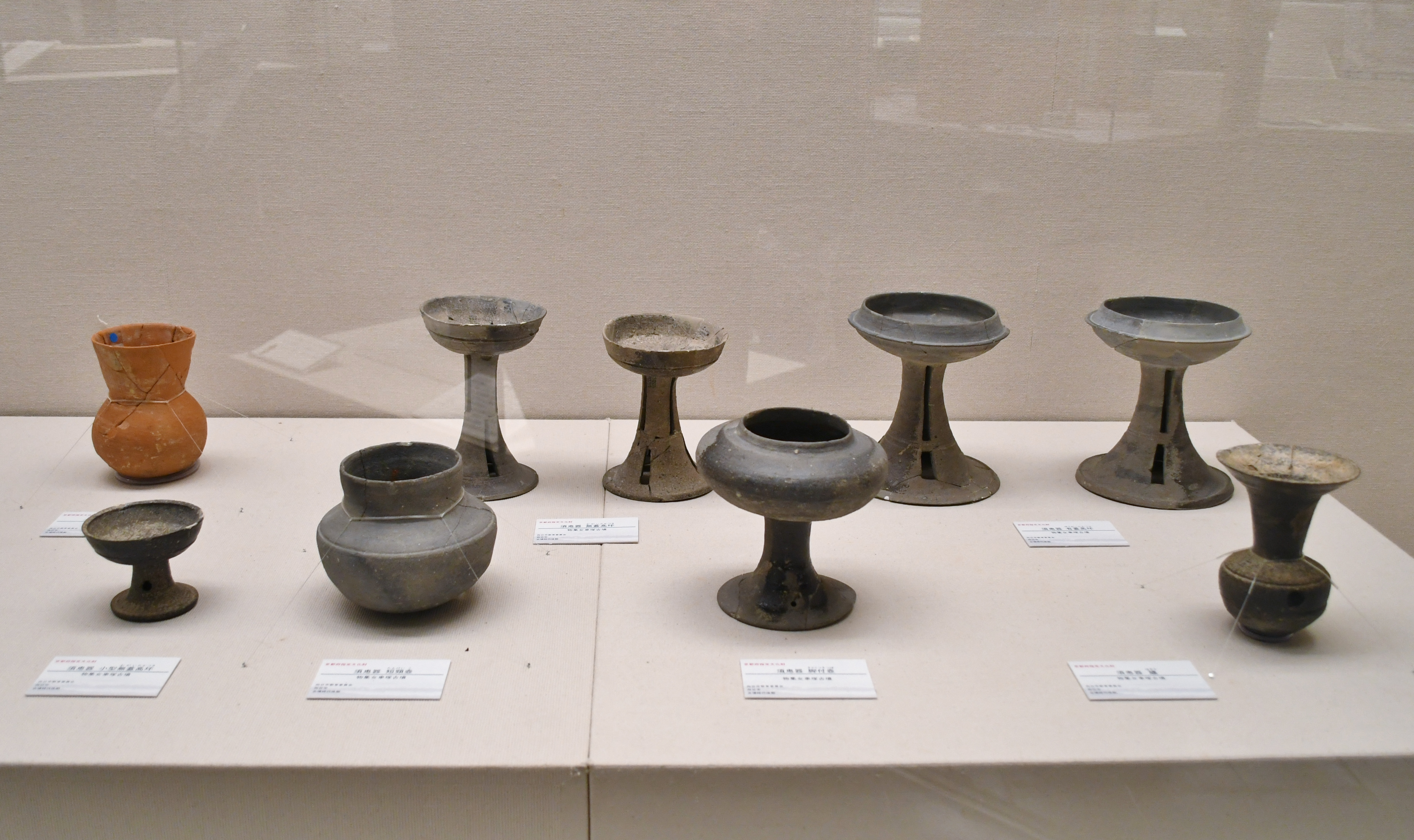
須恵器・土師器和歌山県立紀伊風土記の丘企画展示時に撮影。

石室内の調査で検出された副葬品は次の通り。
装身具類
- 石棺内出土
  - 金銅広帯式冠 1頭分 - 京都府内では唯一の金銅製冠の出土例。
  - ガラス小玉 981点
  - ガラス管玉 3点
  - 銀空玉 49点
- 石棺蓋石上出土
  - ガラス玉 3点
- 石室床面上出土
  - 冠に装着されていたガラス玉 6点
  - 銀耳環 2点
  - 碧玉棗玉 2点
  - 琥珀棗玉 3点
  - ガラス小玉 319点
  - ガラストンボ玉 11点
  - 滑石臼玉 1点

武器類
- 石棺内出土
  - 鉄刀 2片
  - 刀装具類残欠 - 鹿角刀装具2点、金銅三輪玉1点、銀刀装具9点、鉄鞘金具1点など。
- 石室床面出土
  - 環頭大刀飾金具 1点
  - 鉄刀 1口以上
  - 鉄小刀 5口
  - 鉄矛 3口
  - 石突3点
- 鉄鏃 117点以上 - いずれも長頸鏃。4点は石室壁面に挿入（垂幕の懸垂用か）。

工具類
- 石棺内出土
  - 刀子 8点以上
  - 刀子装具 - 鹿角把2点。

馬具類
- 1群：f字形鏡板付轡、剣菱形杏葉3点、形式不明杏葉残欠、鉄環状雲珠、革金具組合式辻金具、鉄環状辻金具、鉄地金銅張鞍金具、鐙金具、青銅馬鐸。
- 2群：形式不明轡、楕円形杏葉、有脚伏鉢形雲珠、有脚伏鉢形辻金具。
- 3群：環状鏡板付轡、環状雲珠、鞍金具、鉄革金具。

土器類
- 須恵器 - 杯蓋16点、杯身2点、無蓋高杯5点、有蓋高杯9点、高杯蓋9点、小型無蓋高杯3点、𤭯5点、広口壺2点、壺3点、壺蓋4点、有蓋脚付壺5点、直口壺7点、横瓶1点、甕1点、器台3点、脚部破片7点など。
- 土師器 - 直口壺1点、広口壺1点。

### 墳丘出土

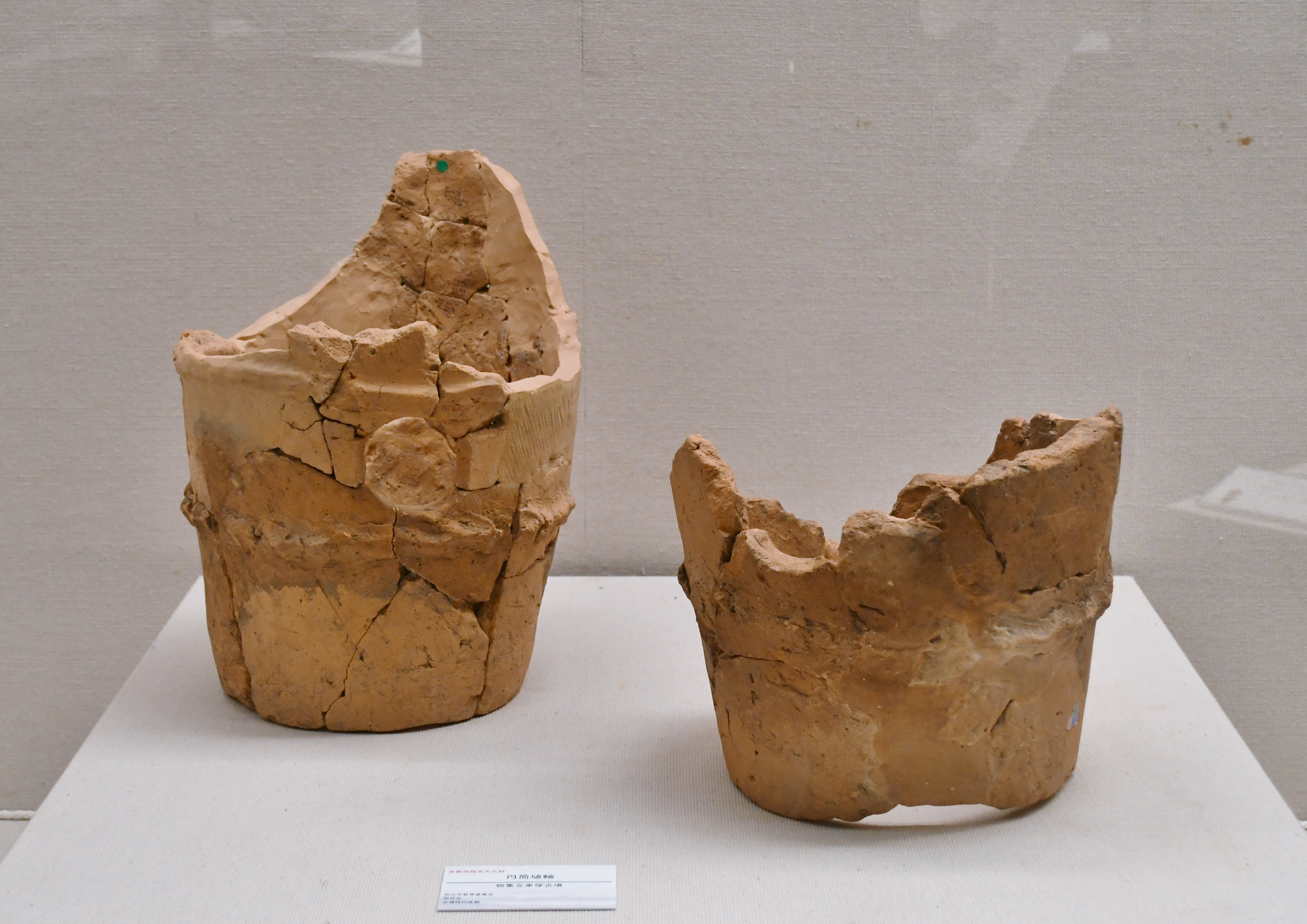
円筒埴輪和歌山県立紀伊風土記の丘企画展示時に撮影。

墳丘からの出土品は次の通り。
埴輪
- 埴輪基底部 32個
  - 後円部墳頂部 7個
  - 墳丘中位平坦面の後円部北側 6個
  - 北くびれ部 7個
  - 前方部北側 6個
  - 墳丘南裾 3個
- 破片資料
  - 普通円筒埴輪
  - 朝顔形埴輪
  - 形象埴輪 - 蓋形、盾形など。

土器類
- 石室前庭部出土
  - 須恵器 - 杯蓋1点。
  - 土師器 - 高杯1点。
- 墳丘各所出土
  - 須恵器 - 杯蓋、杯、無蓋高杯、高杯、ハソウ、壺、甕、器台。

## 文化財

### 国の史跡
- 物集女車塚古墳（史跡「乙訓古墳群」のうち）
2016年（平成28年）3月1日、既指定の史跡「天皇の杜古墳」・「恵解山古墳」・「寺戸大塚古墳」の3基に物集女車塚古墳など8基を追加指定、「乙訓古墳群」に名称変更[2]。

### 京都府指定文化財
- 有形文化財
  - 物集女車塚古墳出土品（考古資料） - 明細は以下。向日文化財収蔵庫保管。2018年（平成30年）3月23日指定。

- 金銅冠残欠 1頭分
- 玉類
  - 銀空玉 残欠共 49点
  - ガラス小玉 残欠共 1396点
  - ガラストンボ玉 残欠共 17点
  - ガラス管玉 3点
  - 碧玉棗玉 残欠共 2点
  - 琥珀棗玉 4点
  - 滑石臼玉 1点
- 銀耳環 2点
- 刀剣類
  - 鉄大刀残欠 一括
  - 鉄地銀張捩環頭大刀柄頭残欠 1点
  - 金銅三輪玉残欠 1点
  - 鹿角刀装具残欠 2点
  - 銀刀装具残欠 9点
  - 鉄鞘金具 1点
  - 鉄小刀 残欠共 一括
  - 鉄矛 3口
  - 鉄石突 3点
- 鉄鏃 残欠共 336点
- 工具類
  - 鉄刀子 鹿角把・残欠共 一括
- 馬具類
  - 鉄地金銅張f字形鏡板付轡残欠 1具分
  - 鉄環状鏡板付轡 1具
  - 鉄形式不明轡残欠 一括
  - 鉄地金銅張剣菱形杏葉 3点
  - 鉄地金銅張楕円形杏葉 1点
  - 鉄地金銅張形式不明杏葉残欠 一括
  - 鉄地金銅張磯金具 1組
  - 鉄地金銅張鞖金具 9点
  - 鉄地銀張飾鋲 42点
  - 青銅馬鐸 残欠共 3点
  - 鉄地金銅張有脚伏鉢形雲珠 1点
  - 鉄環状雲珠 2点
  - 鉄環状雲珠付属革金具・責金具 8点
  - 鉄地金銅張有脚伏鉢形辻金具 6点
  - 鉄地金銅張革金具組合せ式辻金具 8点
  - 鉄環状辻金具 1点
  - 鉄地金銅張革金具 11点
  - 鉄革金具 4点
  - 鉄鉸具 5点
- 土器類
  - 須恵器 残欠共 89点
  - 土師器 2点
- 不明鉄地金銅張金具残欠 6点
- その他鉄製品
  - 不明板状・帯状鉄製品 3点
  - 鉄釘 1点
  - 鉄鎹 1点
  - 紐状製品残欠 1点

墳丘出土品
- 埴輪 残欠共 一括
- 土器類
  - 須恵器 残欠共 一括
  - 土師器 1点
- 銀耳環 1点

## 関連文献
（記事執筆に使用していない関連文献）
- 『物集女車塚古墳1（向日市埋蔵文化財調査報告書 第12集）』向日市教育委員会、1984年。
- 『物集女車塚古墳2（向日市埋蔵文化財調査報告書 第16集）』向日市教育委員会、1987年。
- 『物集女車塚古墳（向日市埋蔵文化財調査報告書 第23集）』向日市教育委員会、1988年。
- 『西ノ岡丘陵古墳群 物集女車塚古墳整備基本設計報告書』向日市教育委員会、1991年。
- 『物集女車塚古墳保全整備事業報告（向日市埋蔵文化財調査報告書 第40集）』向日市教育委員会、1995年。
- 『長岡宮跡内裏東宮内郭後宮 野田遺跡・物集女車塚古墳（向日市埋蔵文化財調査報告書 第88集）』向日市埋蔵文化財センター、2011年。